# Nonivammide
La nonivammide è un capsaicinoide presente in piante del genere Capsicum (ad esempio nel peperoncino piccante).

## Trattamento
Esistono vari trattamenti per combattere gli effetti della nonivammide. Un metodo popolare include la somministrazione di una soluzione 1:1 di latte di magnesia e acqua per gli occhi. I medici raccomandano anche di non usare oli o creme sulla pelle e di non indossare lenti a contatto se ci si aspetta di imbattersi nella nonivammide.